# Markus Günthardt
Markus Günthardt (Zurigo, 10 settembre 1957) è un ex tennista svizzero.
Anche suo fratello Heinz è stato un tennista.

## Carriera
In carriera ha vinto 3 titoli di doppio. Nei tornei del Grande Slam ha ottenuto il suo miglior risultato raggiungendo i quarti di finale di doppio all'Open di Francia nel 1981, in coppia con il filippino Beejong Sisson.
In Coppa Davis ha disputato un totale di 15 partite, ottenendo 9 vittorie e 6 sconfitte.

## Statistiche

### Doppio

#### Vittorie (3)
| Numero | Anno           | Torneo                    | Superficie  | Compagno        | Avversari in finale         | Punteggio     |
| 1.     | 20 luglio 1980 | Swedish Open, Båstad      | Terra rossa | Heinz Günthardt | John Feaver Peter McNamara  | 6-4, 6-4      |
| 2.     | 12 luglio 1981 | Swiss Open Gstaad, Gstaad | Terra rossa | Heinz Günthardt | David Carter Paul Kronk     | 6-4, 6-1      |
| 3.     | 15 luglio 1984 | Swiss Open Gstaad, Gstaad | Terra rossa | Heinz Günthardt | Givaldo Barbosa João Soares | 6-4, 3-6, 7-6 |

### Doppio

#### Finali perse (5)
| Numero | Anno              | Torneo                           | Superficie  | Compagno         | Avversari in finale              | Punteggio     |
| 1.     | 20 settembre 1980 | Geneva Open, Ginevra             | Terra rossa | Heinz Günthardt  | Željko Franulović Balázs Taróczy | 4-6, 6-4, 4-6 |
| 2.     | 18 ottobre 1981   | Swiss Indoors, Basilea           | Cemento     | Pavel Složil     | José Luis Clerc Ilie Năstase     | 6-7, 7-6, 6-7 |
| 3.     | 28 febbraio 1982  | Cairo Open, Il Cairo             | Terra rossa | Heinz Günthardt  | Drew Gitlin Jim Gurfein          | 4-6, 5-7      |
| 4.     | 11 luglio 1982    | Swiss Open Gstaad, Gstaad        | Terra rossa | Heinz Günthardt  | Sandy Mayer Ferdi Taygan         | 2-6, 3-6      |
| 5.     | 1º maggio 1983    | Madrid Tennis Grand Prix, Madrid | Terra rossa | Zoltán Kuhárszky | Heinz Günthardt Pavel Složil     | 3-6, 3-6      |